# Gianni Farè
Gianni Farè, pseudonimo di Giovanni Farè (Milano, 6 dicembre 1942 – Milano, 22 ottobre 2020), è stato un compositore, paroliere, cantautore, tastierista e arrangiatore italiano.

## Biografia
Dopo il diploma in pianoforte diventa nel 1964 il tastierista di Gino Paoli, con cui resta fino al 1967, per entrare poi nel gruppo che accompagna dal vivo Iva Zanicchi; nel 1971 entra poi alla Ariston, dapprima come compositore e arrangiatore per altri artisti, per debuttare poi nel 1975 come cantautore.
Nel 1976 partecipa al Festivalbar con Sempre sempre sempre, il suo brano più noto, ripreso nel 1998 da Mina e Adriano Celentano nell'album Mina Celentano; l'anno successivo con Maddalena partecipa al Discomare e al Festivalbar. 
Nel 1978 collabora con i Matia Bazar, dirigendo l'orchestra nell'album Semplicità, mentre nel 1981 suona nell'album Avellino Express di Gerardo Carmine Gargiulo (è suo il bandoneon nella hit Una gita sul Po).
Nel 1987 partecipa come autore con L'esteta, scritta insieme all'interprete Paolo Scheriani, al Festival di Sanremo 1987.

## Discografia

### Italia

#### EP
- 1988 - Per tornare insieme a te (Compagnia Del Cotone, 88-001-01)

#### Singoli
- 1975 - Ci vediamo domani/Ma lui...Chi è? (Ariston, AR 00659)
- 1976 - Sempre sempre sempre/La cosa ce l'hai (Ariston, AR 00725)
- 1977 - Maddalena/Cosa dirò (Ariston, AR 00765)
- 1978 - Io per te/Bel colpo, Gianni (Ariston, AR 00830)

### Spagna

#### Singoli
- 1976 - Siempre, Siempre, Siempre/La cosa ce l'hai (Carnaby, MO 1606)
- 1977 - Magdalena/Cosa dirò (Carnaby, MO 1721)

### Francia

#### Singoli
- 1975 - Can I See Tomorrow/Who Is He (RCA Victor, 42509)